# کمبود هورمون رشد
کمبود هورمون رشد (انگلیسی: Growth hormone deficiency) یک بیماری است که از ناکافی بودن هورمون رشد در بدن به‌وجود می‌آید. کوتاهی قد بارزترین علامت آن است. در نوزادان افتادن قند خون و کوچک‌آلتی می‌تواند از نشانه‌های کمبود هورمون رشد باشد و در افراد بالغ، کاهش بافت ماهیچه‌ای، پوکی استخوان و هیپرکلسترولمی از علائم این وضعیت به‌شمار می‌روند.
این وضعیت در مردان و زنان تقریباً به یک میزان رخ می‌دهد (اگرچه بیشتر در مردها تشخیص داده می‌شود) و میزان شیوع شکل ژنتیکی آن یک نفر از ۷۰۰۰ نفر است. درمان کمبود هورمون رشد با جایگزین‌سازی آن انجام می‌شود.